# Lahore
Lahore (urdú: لاہور) o Lahor és una ciutat i municipi del Pakistan, capital de la província del Panjab i la segona ciutat més poblada del país amb una població el 1998 de 5.143.495 habitants i la ciutat districte amb una població de 6.318.745 (2001). L'estimació de la ciutat el 2006 era de 6.318.745 habitants i del districte ciutat de 8.896.000 habitants; i l'estimació de la ciutat el 2009 de 6.936.563 habitants i del districte a l'entorn de deu milions. La població el 1881 era de 138.878, el 1891 de 159.597 i el 1901 de 186.884 habitants. En la documentació en llengües ibèriques anterior a l'arribada dels anglesos s'escriu Lahor, que és també la transcripció catalana més fidel a l'original, ja que la "e" final no es pronuncia en cap cas, ni en anglès ni en cap llengua.

## Història
La tradició diu que Lahore fou anomenada per Lava o Loh, fill de Rama, però es creu que realment Lahore no es va fundar fins vers el segle i. Loh awar, el nom de Lahore, vol dir "fort de Loh". El riu Ravi que passa al nord de la ciutat, va agafar el nom de la deessa Durga. Claudi Ptolemeu esmenta a la seva Geographia una ciutat anomenada Labokla entre l'Indus i Palibothra o Pataliputra (Patna), a la regió anomenada Kasperia (Caixmir), entre els rius Jhelum, Sandabal o Chandra Bhaga (Chenab) i Adris o Iravati (Ravi), però no es pot afirmar que sigui Lahore; Ptolemeu esmenta prop de Lablokla una ciutat de nom Amakatis, que Cunningham ha identificat amb Amba Kapi, a menys de 50 km de Lahores.
La primera prova de l'existència de la ciutat és d'un anònim que va escriure el 982, el Hudud-i-Alam. En aquesta obra Lahore és esmentada com una petita ciutat (shahr) amb impressionants temples, grans mercats i immenses hortes; parla dels dos mercats més grans amb cases a l'entorn i d'una muralla que les encercla.

### Era Medieval

#### Gaznèvides
A finals del segle X estava en mans d'una dinastia bramànica de la que era rei Jai Pal el 988 quan fou derrotat decisivament per Sebuktegin. Mahmud de Gazni va derrotar Jai Pal el 1001 i a Anand Pal el 1008. En aquest temps no era considerada una ciutat de gran importància. El 1021 fou conquerida després d'un llarg setge per Mahmud de Gazni que va nomenar el seu servidor Malik Ayaz Abu l-Nadj com a rei (de fet virrei). Ayaz va reconstruir i repoblar la ciutat que havia quedar seriosament damnada i despoblada; a la mort de Mahmud no va acceptar al successor Muhammad ben Mahmud (1030) i amb altres nobles va fugir de Gazni per unir-se a l'altre germà pretendent Masud I ben Mahmud (1030-1040) sota el qual va continuar gaudint del favor del sobirà. Ahmad ibn Hasan al-Maymandi el va recomanar per ser governador de Rayy, però el sultà va decidir que no estava prou capacitat per manca d'experiència. Ayaz va morir el 1057/1058; la seva tomba es conserva a Lahore a l'àrea comercial de Rang Mahal. El 1034 va estar per un temps en mans de Nialtegin, el governador rebel de Multan però en fou expulsat el 1036 i va esdevenir la capital dels dominis gaznèvides a l'est de l'Indus. Una revolta final dels hindús de Lahore el 1042 fou sufocada per Mawdud ben Masud (1041-1048) que hauria confirmat a Ayaz en el govern. Durant els primers vuit sultans gaznèvides Lahore fou capital d'una província o virregnat però sota Masud III Ala al-Dawla ben Ibrahim (1099-1115) fou convertida en capital de l'imperi fins al 1116. A la mort de Masud III el governador de Lahore, Muhammad Bahlim, es va revoltar contra Bahram Shah (1119) però fou derrotat. El 1151 Gazni fou ocupada per Ghor i Bahram es va traslladar a Lahore; va retornar a Gazni el 1153. Sota Khusraw Malik (1160-1187) Gazni fou ocupada per contingents oghuz el 1163 i la capital gaznèvida va passar a Lahore- Khusraw va resistir alli amb suport dels guerrers hindus khokars; el 1181 va haver de pagar tribut a Ghiyath al-Din Muhammad de Ghor que finalment la va ocupar l'estiu del 1187. En endavant Lahore fou centre de l'oposició al govern de Delhi i objecte d'atacs dels khokars fins al 1205.
A la mort del sultà Muizz al-Din Muhammad, el seu general Aybak Kutb al-Din, governador de Delhi, es va coronar a Lahore com a sultà (27 de juny de 1206). El seu lloctinent Kubadja o Kubacha va perdre la ciutat a mans de Tadj al-Din Yalduz (Yildiz), comandant turc de Gazni revoltat i que va assolir el poder efectiu dins la dinastia gúrida. El domini de Yalduz sobre Lahore fou molt breu, perquè Aybak va anar personalment i la va recuperar el mateix 1206. A la mort d'Aram Shah, el fill d'Aybak, el 1211, la província de Lahore fou camp de batalla entre Iltutmish a Delhi, Nasir al-Din Kubadja a Multan i Tadj al-Din Yalduz a Gazni. El 1215 estava en mans de Nasir al-Din i fou conquerida per Yalduz però aquest fou totalment derrotat per Iltutmish el 1216 i el 1217 el sultà de Delhi entrava a Lahore. Iltutmish va morir el 1236, i el governador de Lahore Malik Ala al-Din Jani es va revoltar; fou derrotat i mort però poc després el següent governador Kabi-Khan-i-Ayaz també es va revoltar (1238) si bé finalment es va sotmetre.
A partir d'aquest temps Lahore fou sotmesa a diverses incursions dels mongols que la van ocupar temporalment el 1241 i hi van recaptar tribut el 1246. Va quedar molt malmesa però Giyath al-Din Balban la va reconstruir el 1270. El 1285 els mongols van retornar i el fill de Balban, Muhammad (Khan Shahid) va morir a la lluita en una batalla a la riba del riu Ravi; el poeta Amir Khusru fou capturat al mateix temps. Muhammad era l'hereu designat i llavors Balban va nomenar com a governador del Panjab al fill de Muhammad, Kai Khusru, però fou assassinat el 1287. Balban va oferir la successió als eu fill Bughra Khan que governava Bengala, que la va refusar (finalment la successió va passar a un fill de Bughra Khan, net doncs de Balban). Mughalpura, un suburbi de Lahore fou fundada per aquest temps. El 1290 Lahore va passar a la dinastia khalji; el general Dua del kanat de Txagatai, va fer una incursió a Lahore el 1301.
Sota Ala al-Din Muhammad Shah I Khalji (1296-1316), Ghazi Malik (que després fou l'emperador Tughluk Shah I el 1320) va rebre el govern de Dipalpur i Lahore com encarregat de les marques contra els mongols, càrrec en el qual es creu que va aconseguir alguns èxits. Ja en el tron el va succeir el 1325 Muhammad Shah II Tughluk sota el qual els khokhars o Khokars van ocupar Lahore el 1342. Va retornar immediatament als tughlúquides fins al 1394 quan els khokars la van tornar a ocupar, sent expulsats per Sarang Khan. El 1398 fou ocupada per un destacament de Tamerlà que la va assolar i va restar en mal estat fins que fou reconstruïda el 1422 per Sayyid Mubarak Shah II (1421-1435). El mateix 1422 Lahore fou atacada per Jasrath Khokhar i altre cop el 1431 i 1432, però sempre sense èxit; però el 1433 Shaykh Ali va conquerir la ciutat si bé la va haver de rendir quasi immediatament.
El 1441 Bahlul Khan Lodi fou nomenat governador de Lahore i Dipalpur, i en aquesta condició es va revoltar i va enderrocar al seu sobirà Sayyid Muhammad Shah IV (1435-1445) i després contra Sayyid Ala al-Din Alam Shah (1445-1452) i es va proclamar sultà com Bahlul Shah Lodi (1452-1489). Llavors Lahore va gaudir d'un temps de pau però sota Ibrahim Lodi (1517-1526), el governador Dawlat Khan Lodi es va revoltar i va demanar l'ajut de Baber. Lahore fou saquejada per les forces de Baber el 1524, però en la invasió final el 1526 va passar més al nord, per la ruta de Sialkot.

### Mogols

#### Primera època en l'Imperi Mogol
Des de 1526 fou part de l'Imperi Mogol. Al pujar al tron Humayun (1530-1556) va cedir el govern de Kabul, Kandahar, Lahore i Panjab al seu germà petit Kamran. En la guerra contra Sher Shah Suri, Lahore fou el quarter general dels mogols. Quan Humayun fou derrotat en la batalla de Chausa el 26 de juny de 1539 l'emperador va anar a Agra on va arribar amb només uns quants cavallers després d'abandonar el seu harem al vencedor; a Agra va negociar amb els seus germans durant sis mesos. Humayun va perdonar finalment el seu germà Mirza Hindal que l'havia abandonat a Chausa i li va concedir Kandahar, i a Kamran al que va ratificar el govern de Lahore (1539). Derrotat decisivament a Kanauj el 17 de maig de 1740. Va fugir cap a Agra i després cap al Panjab, a Lahore, on s'estava fent un congrés de begs txagatais i prínceps reials. Quan es va acostar Sher Shah, Kamran i Hindal van creuar el Ravi i van fugir cap a Kabul mentre Humayun es va dirigir al Sind. Lahore va caure en mans de Sher Shah.
Humayun va reocupar Lahore el febrer de 1555 i després Dipalpur. El 28 de maig es van trobar amb les tropes de Sikandar Shah Suri, el nou sultà suri, a Sirhind i el 22 de juny de 1555 a la batalla de Macchiwara el va derrotar decisivament; el 23 de juliol, Humayun va entrar finalment Delhi. Va morir el 20 de gener de 1556 i el va succeir el seu fill Akbar. El 1563 Lahore fou ocupada pel seu germà petit Hakim, que en fou expulsat però va repetir l'atac el 1581 sent rebutjat per Akbar en persona.

#### Akbar
De 1584 a 1598 Akbar va tenir la cort a Lahore i fou visitat allí per uns missioners portuguesos i pels anglesos Fitch, Newbery, Leedes i Story. En aquestos anys va engrandir i restaurar la fortalesa i va fer construir les muralles de la ciutat (encara se'n conserven restes). La ciutat va créixer en àrea i població i grans suburbis van sorgir fora de les muralles.
Poc després de la successió de Jahangir (1605-1627) el príncep Khusru es va escapar d'Agra (1605) i es va apoderar de Lahore, menys la fortalesa que va assetjar, però fou derrotat i els seus seguidors foren massacrats bàrbarament. El sikh Guru Arjun, implicat en la revolta, va morir en captivitat (segons la tradició sikh va desaparèixer miraculosament en les aigües del Ravi) i la seva capella encara es conserva entre el palau mogol i el mausoleu de Ranjit Singh. El 1622 Jahangir es va establir a Lahore on va morir el 1627; va construir diversos monuments com el gran Khwabgah (lloc dels Somnis), la Moti Masjid (Mesquita de la Perla) i la tomba d'Anarkali. El palau incloïa un jardí. El mausoleu de Jahangir està a Shahdara i encara que ha patit algunes destruccions, està prou ben conservat; també hi ha la tomba de la seva fidel esposa Nur Jahan i del seu germà Asaf Khan. A la mort de Jahangir es va apoderar de la ciutat Shahriyar però fou ràpidament derrotat i entre 1628 i 1637 va gaudir de completa pau sota Ali Mardan Khan i Hakim Alial-Din conegut com a Wazir Khan; aquest darrer va construir una mesquita el 1634; altres monuments de l'època són la Dai Ang (de la nana de Shah Djahan) del 1635, i el Chauburji (o Avinguda de les Quatre Torres) de 1641 obra de la princesa Zeb-un-nisa (filla d'Aurangzeb).
Shah Jahan (1627-1658) va erigir un petit palau de gran bellesa al costat del del seu pare. Diverses torres la principal de les quals la Samman Burj, són també obra seva, així com el Shish Mahal, escenari en el que Dalit Singh dos segles més tard va transferir la sobirania del Panjab als britànics.
Lahora va abraçar la causa de Dara Shikoh el 1658 i va proveir al príncep amb homes i diners quan va fugir cap a l'oest. Aurangzeb es va coronar. El 1667 els jardins de Shalamar a 7 km a l'oest de Lahore foren construïts per Ali Mardan Khan, l'enginyer de Shah Jahan, imitant els de l'emperador Jahangir a les fonts del Jheluni a Caixmir (van ser mig abandonar sota Ahmad Shah Bahadur 1748-1754 i en part restaurats per Ranjit Singh).
Sota Aurangzeb va començar a perdre població fins i tot abans de la fundació de Shahjahanabad, o Nova Delhi. La constant absència de l'emperador va contribuir a la decadència. Obres seves són un embarcador al Ravi i la Jama Masjid o Gran mesquita. Posteriorment la decadència de la dinastia es va manifestar en l'abandonament de les edificacions artístiques que van acabar sovint en ruïnes o en estat d'abandonament.
El 1712 la revolta de Banda va obligar a Bahadur Shah I (1707-1712) a marxar a Lahore però va morir tot seguit abans de poder fer res. Un conflicte va seguir sota els murs de la ciutat entre els seus fills Jahandar Shah (1712-1713) i Azim al-Shan en què aquest darrer fou derrotat i es va ofegar al Ravi. Sota Farrukhsiyar (1713-1719) el governador de Lahore fou derrotat per grups sikhs. Fou succeït per Abdus Samad Khan que va derrotar els rebels i va fer presoner a Banda; sota el seu fill Zakariya Khan la província va tenir pau per 21 anys (1717-1738). El 1739 va estar a Lahore Nadir Shah de Pèrsia, però no fou l'únic que hi va fer una incursió. Nadir va cobrar un tribut per no squejar la ciutat.

### Imperi Durrani
Ja en plena descomposició del poder mogol, entre 1745 i 1756 va tenir nou governadors. El 1748 fou ocupada per primer cop per Ahmad Shah Durrani i en una segona invasió el 1752 la va capturar de mans del governador Mir Mannu (Muin-ul-mulk); Mir Manu va restar com a governador i a la seva mort el va succeir la seva vídua; el seu segrest pel wazir fou l'excusa de la quarta invasió d'Ahmad Shah el 1755. Lahore fou ocupada i cedida al príncep Tiniur, al que la van arrabassar els sikhs sota Jassa Sing el 1757 però al seu torn la van perdre davant els marathes el 1758, que van nomenar governador a Adina Beg. Aquest va morir poc mesos després i el poder maratha four aniquilat per la victòria afganesa a la tercera batalla de Panipat el 1761. El 1762 els sikhs van assetjar Lahore i foren rebutjats amb gran mortaldat a la batalla de Barnala, i Kabuli Mai va quedar com a governador de Lahore. La cavalleria sikh va assolar el territori i després de la setena invasió d'Ahmas Shah, Kabuli Mai va acabar expulsat i els sikhs altre cop van dominar Lahore.
Durant els trenta anys que van seguir la sortida final d'Ahmad Shah (1767-97) els sikhs van governar Lahore sene oposició; el 1797 Zaman Shah va aparèixer davant la ciutat i va demanar rescat per no saquejar-la; a l'any següent va retornar i llavors Ranjit Singh va rebre formalment de l'emir afganès una concessió formal del govern. La pujada al poder de Ranjit Singh va fer de Lahore el centre d'un nou imperi. El gran maharajà va violentar les tombes i monuments musulmans que va utilitzar per decorar el temple d'Amritsar; no obstant va restaurar els jardins Shalamar i va construir diverses edificacions notables incloent el seu mausoleu.

### Període colonial britànic
La primera Guerra Sikh (1846) ja va suposar l'establiment d'una regència britànica, i la segona Guerra Sikh (1848-1849) va posar fi a l'efímer regne. El 29 de març de 1849 el jove maharajà Dulip Singh va abdicar el govern i va cedir la sobirania als britànics. Vegeu: Estat sikh de Lahore.
La municipalitat es va crear el 1867. Va quedar al Pakistan a la partició de 1947 i va ser objecte de disturbis durant uns mesos; després fou restaurada amb ajut de les Nacions Unides.

## Geografia
Està situada a la riba del riu Ravi a no gaire distància de la frontera amb Índia. L'antic aeroport fou substituït pel nou aeroport internacional d'Allama Iqbal el 2003 (batejat amb el nom del poeta nacional pakistanès, Allama Muhammad Iqbal. El vell aeroport ha quedat només per trasllats dels peregrins a Aràbia Saudita. Un altre aeroport menor és l'anomenat Aeroport Walton.
El cantonment de Lahore (camp militar) avui englobat a la ciutat, estava a uns 5 km a l'est de l'estació civil i tenia una població el 1901 de 16.080 habitants. L'exèrcit pakistanès ha conservat les instal·lacions militars (les divisions 10 i 11). L'aeroport internacional també està dins el set territori. El lloc s'hauria anomenat anteriorment Haslimpur. El germà d'Aurangzeb, Dara Sikoh (executat per orde d'Aurangzeb) fou deixeble del santó Mullah Shah conegut per Mian Mir i va comprar Haslimpur i el va regalar al seu mestre agafant el nom de Mian Mir. El seu mausoleu encara s'hi conserva.

### Clima
Lahore té un clima semiàrid (classificació climàtica de Köppen BSh), que no rep suficients precipitacions com per tenir un clima subtropical humit. El mes més calorós és el juny, on les temperatures superen habitualment els 45° C. L'estació dels monsons comença a finals de juliol, i els mesos més plujosos són en el juliol i l'agost, amb fortes pluges i tempestes nocturnes amb possibilitat de ruixats i inundacions sobtades. El mes més fresc és el gener, amb una densa boira.
La temperatura màxima rècord de la ciutat va ser de 50,4° C, registrada el 5 de juny de 2003. El 10 de juny de 2007 es va registrar 48° C. En el moment en què l'oficina meteorològica va registrar aquesta temperatura oficial a l'ombra, va informar d'un índex de calor a la llum directa del sol de 55° C. La major precipitació en un període de 24 hores és de 221 mil·límetres, registrada el 13 d'agost de 2008.
| Dades climàtiques a Lahore (1961–1990), extremes (1931–2018) | Dades climàtiques a Lahore (1961–1990), extremes (1931–2018) | Dades climàtiques a Lahore (1961–1990), extremes (1931–2018) | Dades climàtiques a Lahore (1961–1990), extremes (1931–2018) | Dades climàtiques a Lahore (1961–1990), extremes (1931–2018) | Dades climàtiques a Lahore (1961–1990), extremes (1931–2018) | Dades climàtiques a Lahore (1961–1990), extremes (1931–2018) | Dades climàtiques a Lahore (1961–1990), extremes (1931–2018) | Dades climàtiques a Lahore (1961–1990), extremes (1931–2018) | Dades climàtiques a Lahore (1961–1990), extremes (1931–2018) | Dades climàtiques a Lahore (1961–1990), extremes (1931–2018) | Dades climàtiques a Lahore (1961–1990), extremes (1931–2018) | Dades climàtiques a Lahore (1961–1990), extremes (1931–2018) | Dades climàtiques a Lahore (1961–1990), extremes (1931–2018) |
| Mes                                                          | gen                                                          | febr                                                         | març                                                         | abr                                                          | maig                                                         | juny                                                         | jul                                                          | ag                                                           | set                                                          | oct                                                          | nov                                                          | des                                                          | anual                                                        |
| ------------------------------------------------------------ | ------------------------------------------------------------ | ------------------------------------------------------------ | ------------------------------------------------------------ | ------------------------------------------------------------ | ------------------------------------------------------------ | ------------------------------------------------------------ | ------------------------------------------------------------ | ------------------------------------------------------------ | ------------------------------------------------------------ | ------------------------------------------------------------ | ------------------------------------------------------------ | ------------------------------------------------------------ | ------------------------------------------------------------ |
| Màxima rècord °C (°F)                                        | 27.8 (82)                                                    | 33.3 (91.9)                                                  | 37.8 (100)                                                   | 46.1 (115)                                                   | 48.3 (118.9)                                                 | 47.2 (117)                                                   | 46.1 (115)                                                   | 42.8 (109)                                                   | 41.7 (107.1)                                                 | 40.6 (105.1)                                                 | 35.0 (95)                                                    | 30.0 (86)                                                    | 48.3 (118.9)                                                 |
| Màxima mitjana °C (°F)                                       | 19.8 (67.6)                                                  | 22.0 (71.6)                                                  | 27.1 (80.8)                                                  | 33.9 (93)                                                    | 38.6 (101.5)                                                 | 40.4 (104.7)                                                 | 36.1 (97)                                                    | 35.0 (95)                                                    | 35.0 (95)                                                    | 32.9 (91.2)                                                  | 27.4 (81.3)                                                  | 21.6 (70.9)                                                  | 30.8 (87.4)                                                  |
| Mitjana diària °C (°F)                                       | 12.8 (55)                                                    | 15.4 (59.7)                                                  | 20.5 (68.9)                                                  | 26.8 (80.2)                                                  | 31.2 (88.2)                                                  | 33.9 (93)                                                    | 31.5 (88.7)                                                  | 30.7 (87.3)                                                  | 29.7 (85.5)                                                  | 25.6 (78.1)                                                  | 19.5 (67.1)                                                  | 14.2 (57.6)                                                  | 24.32 (75.78)                                                |
| Mínima mitjana °C (°F)                                       | 5.9 (42.6)                                                   | 8.9 (48)                                                     | 14.0 (57.2)                                                  | 19.6 (67.3)                                                  | 23.7 (74.7)                                                  | 27.4 (81.3)                                                  | 26.9 (80.4)                                                  | 26.4 (79.5)                                                  | 24.4 (75.9)                                                  | 18.2 (64.8)                                                  | 11.6 (52.9)                                                  | 6.8 (44.2)                                                   | 17.8 (64)                                                    |
| Mínima rècord °C (°F)                                        | −2.2 (28)                                                    | 0.0 (32)                                                     | 2.8 (37)                                                     | 10.0 (50)                                                    | 14.0 (57.2)                                                  | 18.0 (64.4)                                                  | 20.0 (68)                                                    | 19.0 (66.2)                                                  | 16.7 (62.1)                                                  | 8.3 (46.9)                                                   | 1.7 (35.1)                                                   | −1.1 (30)                                                    | −2.2 (28)                                                    |
| Pluja mitjana mm (polzades)                                  | 23.0 (0.906)                                                 | 28.6 (1.126)                                                 | 41.2 (1.622)                                                 | 19.7 (0.776)                                                 | 22.4 (0.882)                                                 | 36.3 (1.429)                                                 | 202.1 (7.957)                                                | 163.9 (6.453)                                                | 61.1 (2.406)                                                 | 12.4 (0.488)                                                 | 4.2 (0.165)                                                  | 13.9 (0.547)                                                 | 628.8 (24.757)                                               |
| Mitjana mensual d'hores de sol                               | 218.8                                                        | 215.0                                                        | 245.8                                                        | 276.6                                                        | 308.3                                                        | 269.0                                                        | 227.5                                                        | 234.9                                                        | 265.6                                                        | 290.0                                                        | 259.6                                                        | 222.9                                                        | 3.034                                                        |
| Font #1: NOAA (1961-1990)                                    |                                                              |                                                              |                                                              |                                                              |                                                              |                                                              |                                                              |                                                              |                                                              |                                                              |                                                              |                                                              |                                                              |
| Font #2: PMD                                                 |                                                              |                                                              |                                                              |                                                              |                                                              |                                                              |                                                              |                                                              |                                                              |                                                              |                                                              |                                                              |                                                              |

## Galeria

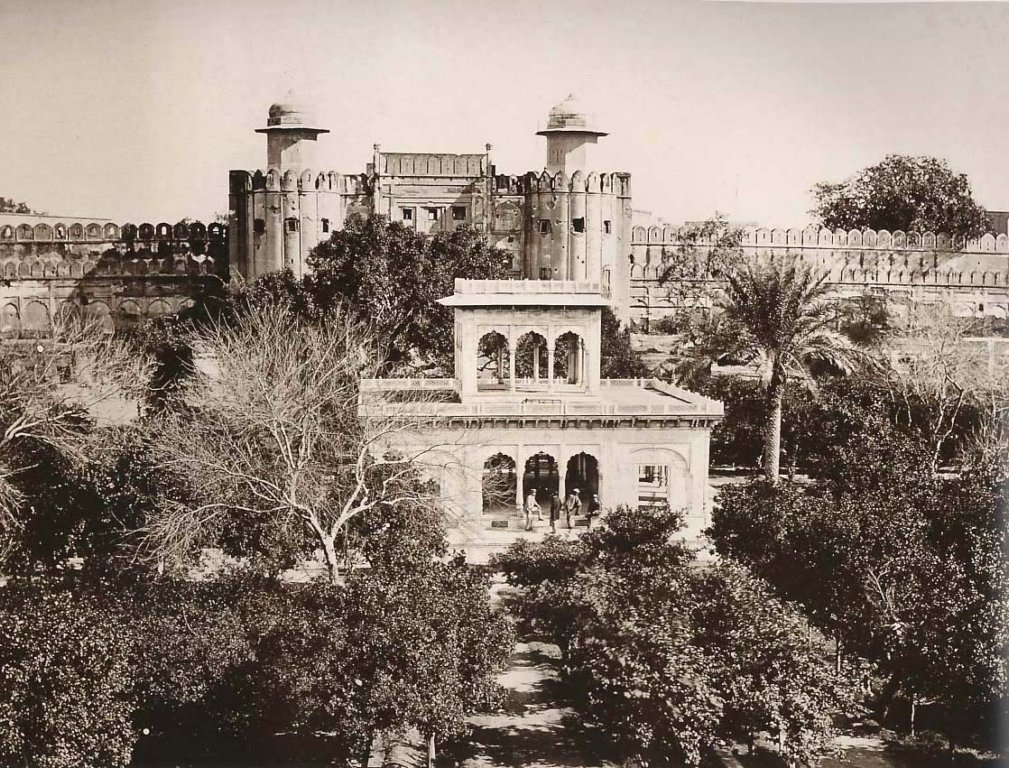
Porta d'Alamgiri, al fort de Lahore
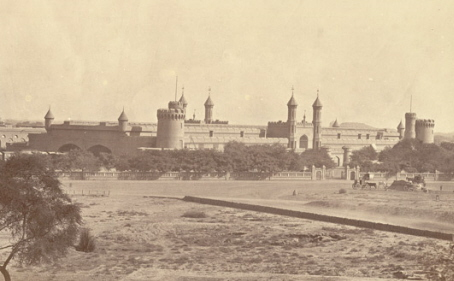
George Craddock, vers 1880, Railway Station a Lahore, Pakistan.
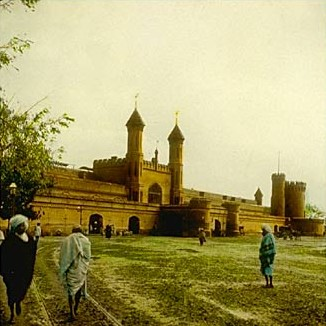
Lahore Railway Station, vers 1880.
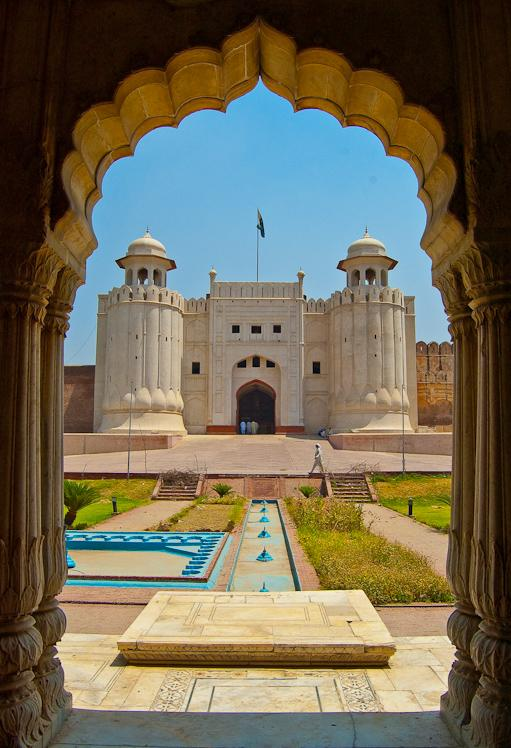
Fort de Lahore

## Agermanaments
Ciutats germanes de Lahore són:
- Belgrad, Sèrbia (2007).[12]
- Istanbul, Turquia (1975).[13][14]
- Sariwon, Corea del Nord (1988).[13]
- Xi'an, Xina (1992).[13][14]
- Kortrijk, Bèlgica (1993).[13]
- Fes, Marroc (1994).[13][14]
- Còrdova, Andalusia (1994).[13][15]
- Samarcanda, Uzbekistan (1995).[13]
- Esfahan, Iran (2004).[13]
- Mashad, Iran (2006).[13][14]
- Glasgow, Escòcia, Regne Unit (2006).[13][14]
- Chicago, Illinois, Estats Units (2007).[13][16][17]
- Duixanbe, Tadjikistan.[14]
- Fresno, Califòrnia, Estats Units.[14]
- Cracòvia, Polònia